# Чандреби
Чандреби (груз. ჭანდრები) — село в Грузии, на территории Карельского муниципалитета края (мхаре) Шида-Картли.

## География
Село находится в центральной части Грузии, к югу от реки Куры, на расстоянии приблизительно 5 километров (по прямой) к юго-востоку от города Карели, административного центра муниципалитета. Абсолютная высота — 766 метров над уровнем моря.

## Население
По результатам официальной переписи населения 2014 года в Чандреби проживало 276 человек (145 мужчин и 131 женщина). В национальной структуре населения грузины составляли 96,7 %, осетины — 2,9 %, армяне — 0,4 %.
| Год  | Население, человек |
| ---- | ------------------ |
| 2002 | 412                |
| 2014 | ↘ 276              |